# Длуґовізна
Длуґовізна (пол. Długowizna) — село в Польщі, у гміні Мщонув Жирардовського повіту Мазовецького воєводства.
Населення — 41 особа (2011).
У 1975-1998 роках село належало до Скерневицького воєводства.

## Демографія
Демографічна структура станом на 31 березня 2011 року:
|          | Загалом | Допрацездатний вік | Працездатний вік | Постпрацездатний вік |
| -------- | ------- | ------------------ | ---------------- | -------------------- |
| Чоловіки | 23      | 3                  | 14               | 6                    |
| Жінки    | 18      | 4                  | 10               | 4                    |
| Разом    | 41      | 7                  | 24               | 10                   |